# Osiedle Tysiąclecia (Radomsko)

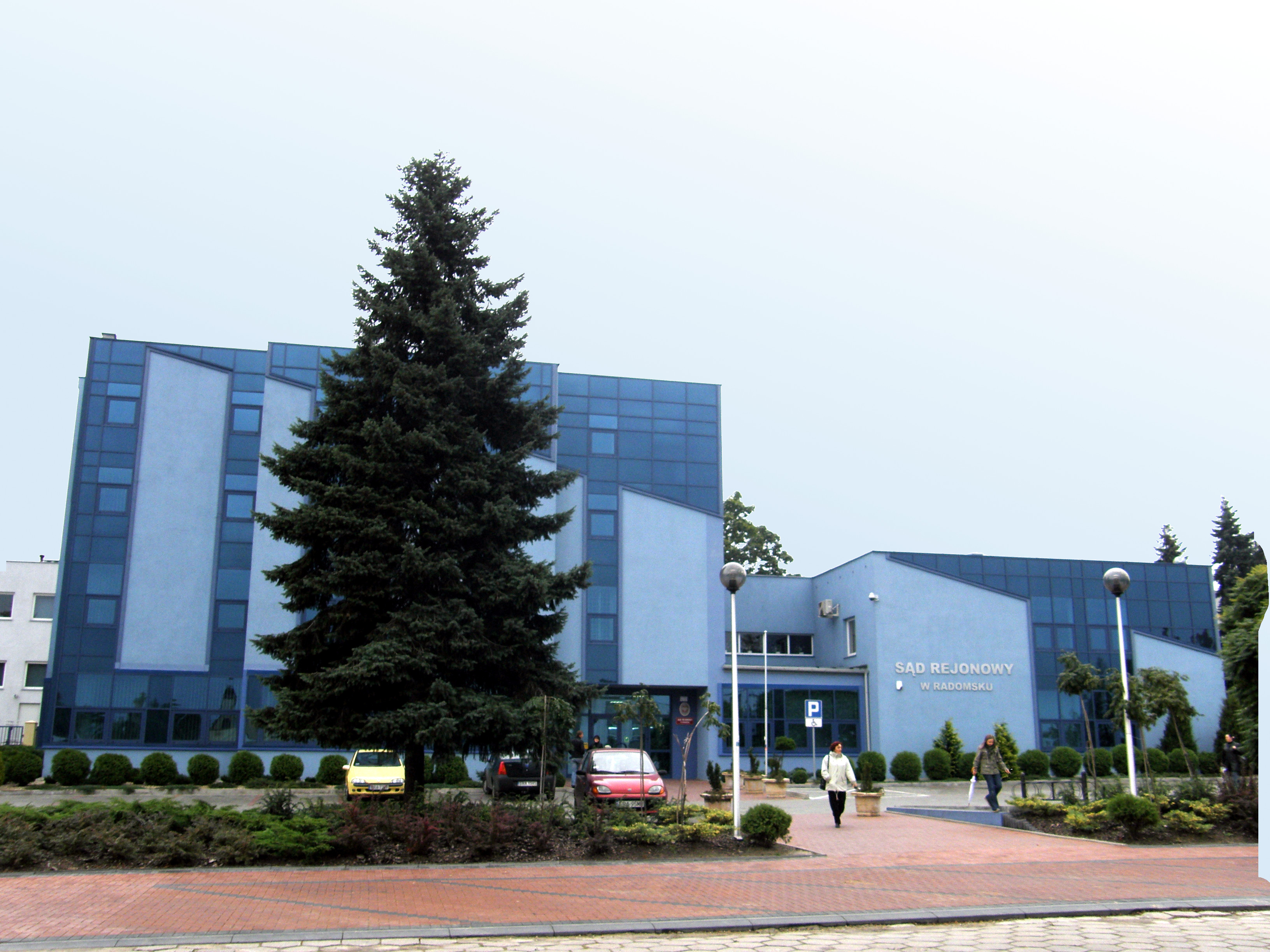
Budynek Sądu Rejonowego

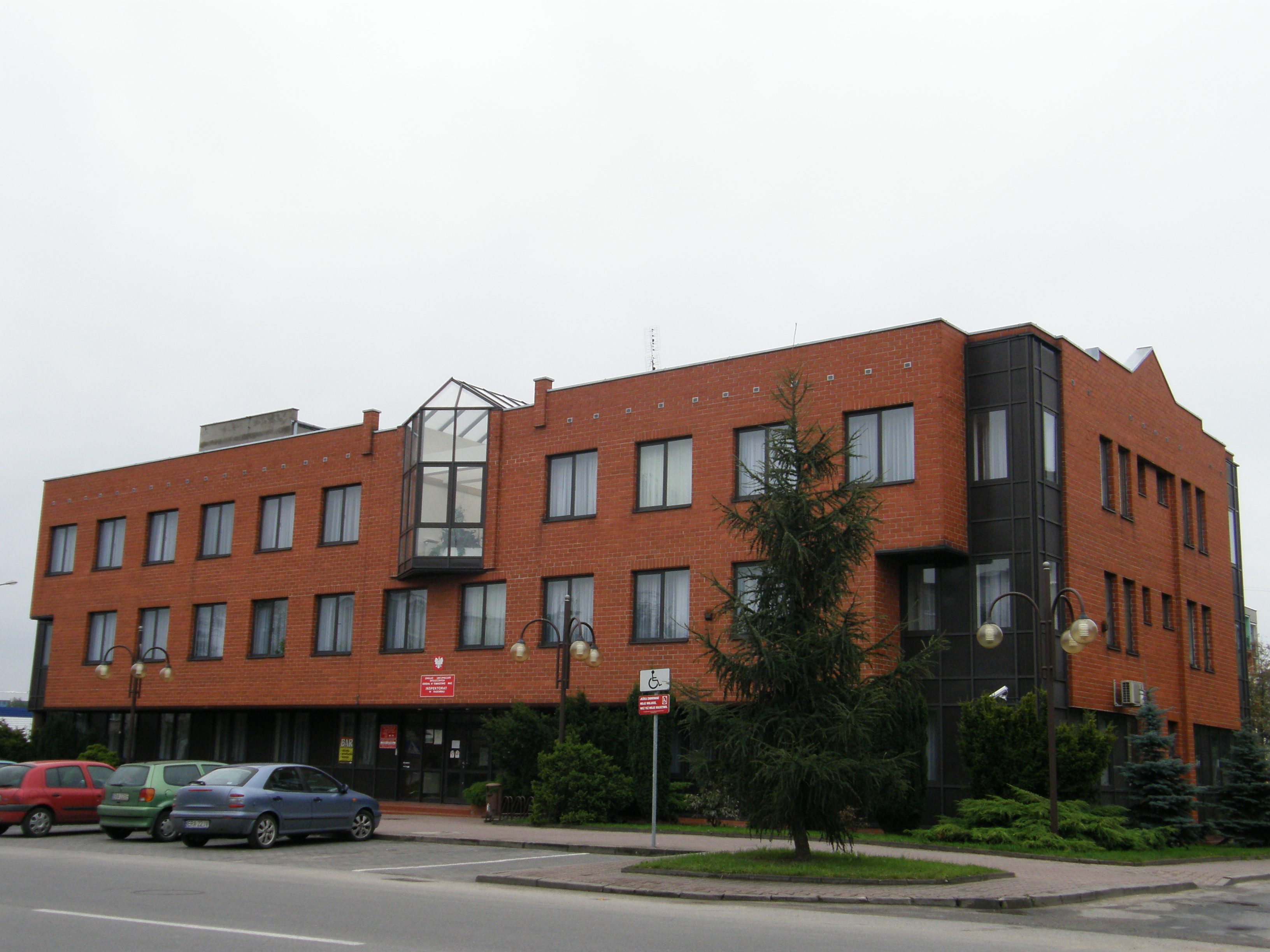
Radomszczański ZUS

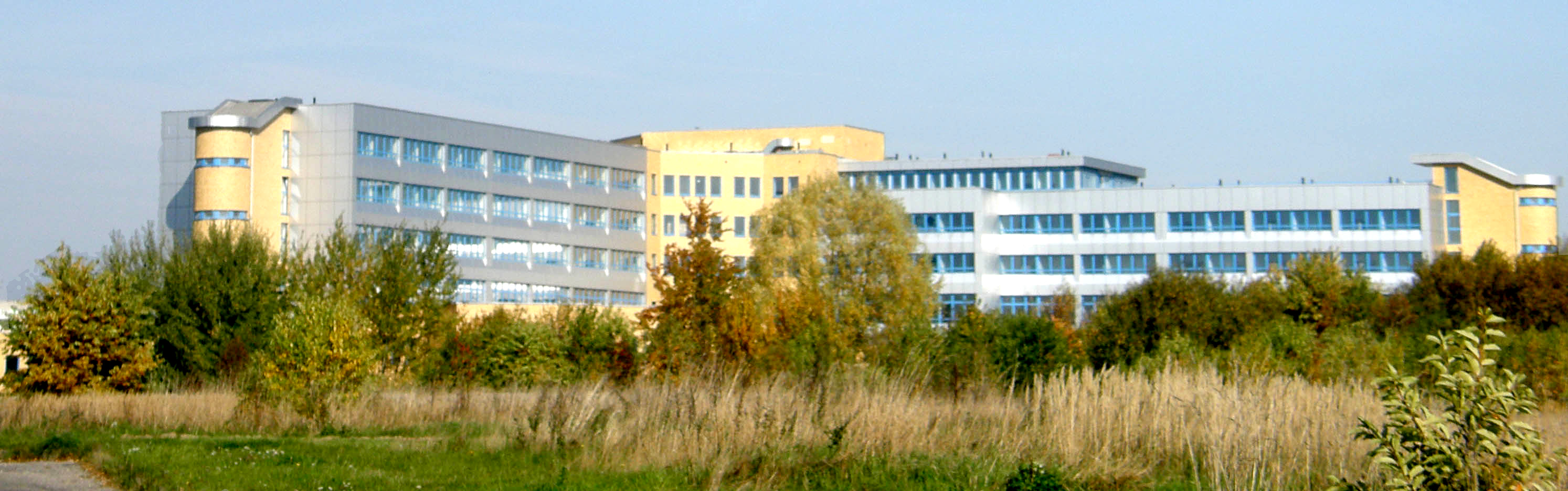
Szpital Powiatowy w Radomsku (oddany w pełni do użytku w czerwcu 2011 roku)

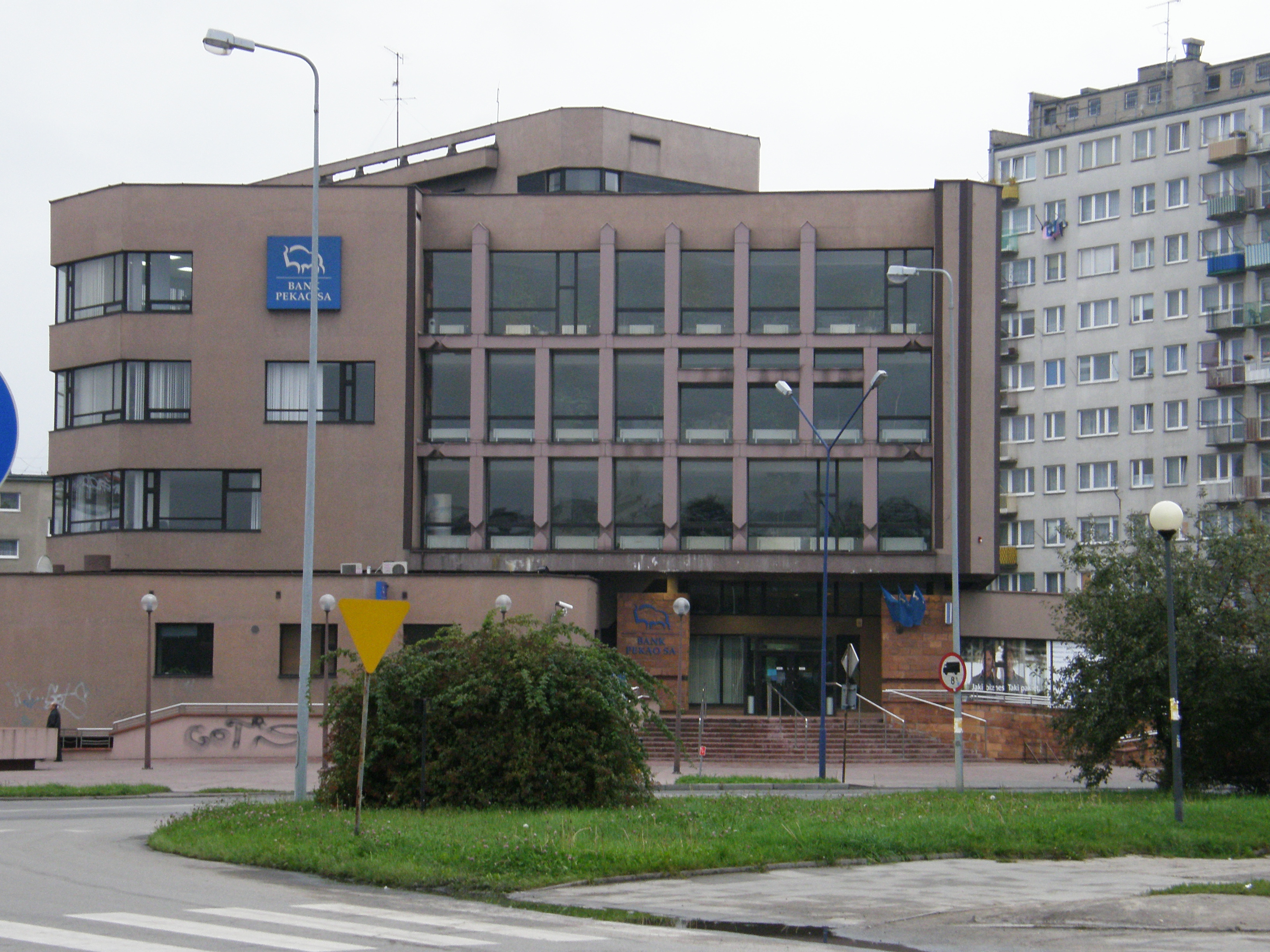
Bank PEKAO SA

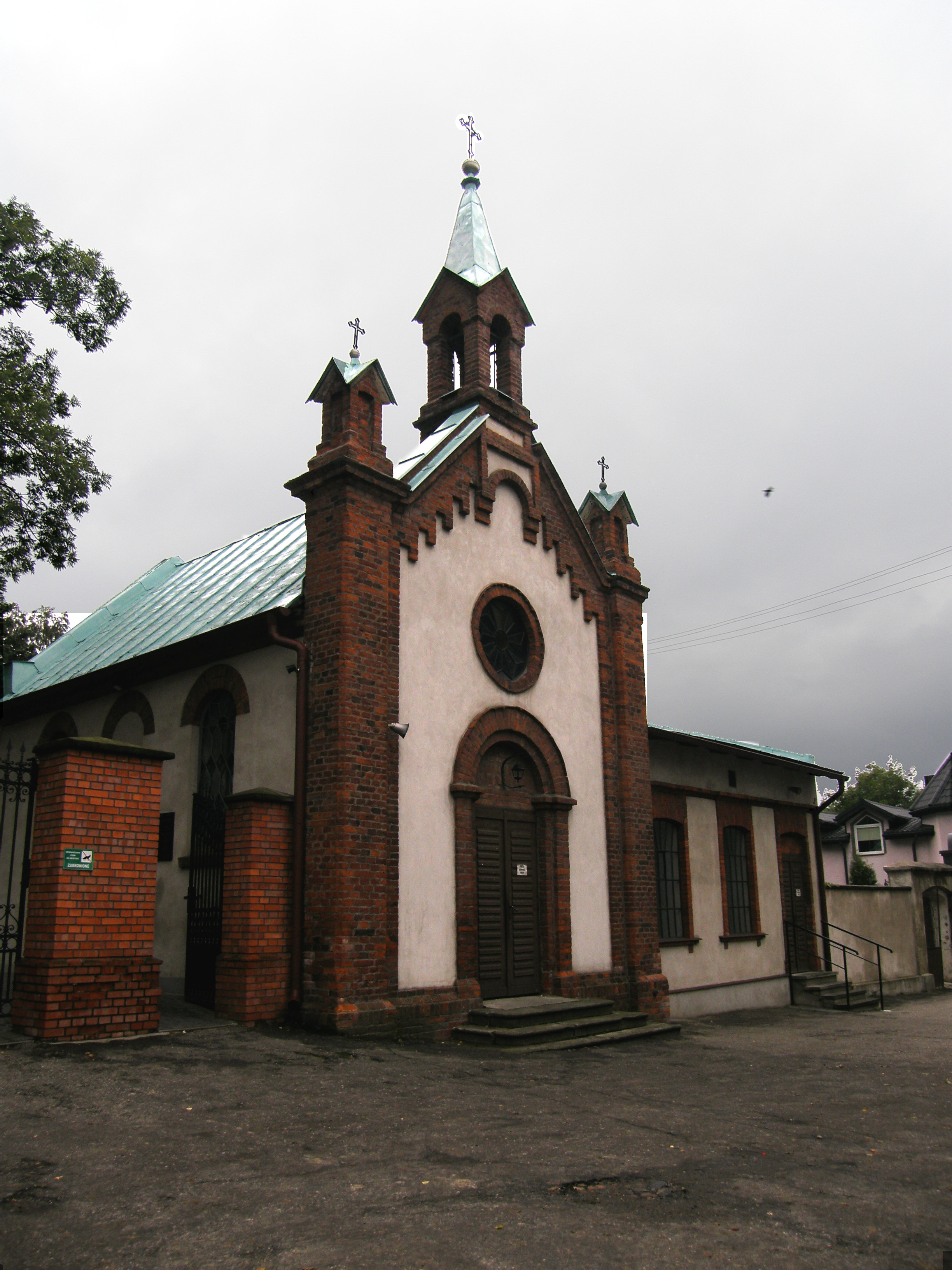
Kaplica przy Starym Cmentarzu

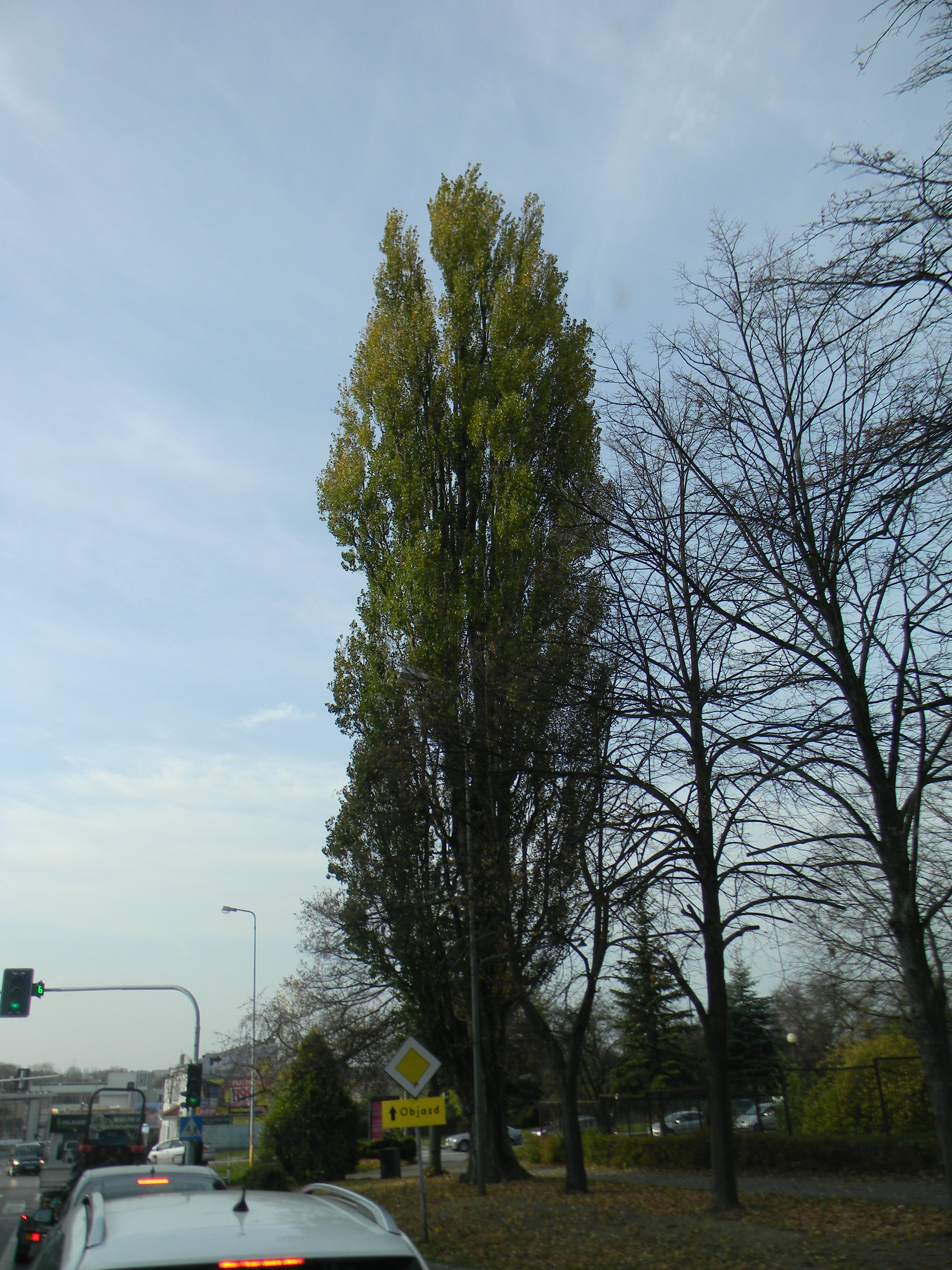
Zabytkowa topola włoska "Teletopcia" przy skrzyżowaniu ulic Piastowskiej i Tysiąclecia.

Osiedle Tysiąclecia – największe osiedle Radomska powstałe w latach 70., przez gwałtowną rozbudowę wielorodzinną. Osiedle dzieli się na cztery mniejsze części: Tysiąclecie Wschód, Tysiąclecie Zachód, Osiedle Jagiellońskie i Osiedle Piastowskie. Granice osiedla wyznaczają ulice: Jagiellońska, Świętej Jadwigi Królowej, Starowiejska, Armii Krajowej, Tysiąclecia i Prymasa Wyszyńskiego.

## Edukacja, Kultura, Sport i Rekreacja

### Edukacja
Na terenie osiedla znajdują się przedszkola szkoły podstawowe gimnazja i liceum:
- 4 przedszkola (2, 9, 10 i przedszkole specjalne)
- 2 Zespoły Szkolno-Gimnazjalne (nr 1 i 4)
- I Liceum Ogólnokształcące im. Feliksa Fabianiego
- Specjalny Ośrodek Szkolno-Wychowawczy

### Kultura, Sport i Rekreacja
Na terenie tysiąclecia znajduje się siedziba Miejskiego Ośrodka Sportu i Rekreacji. W skład kompleksu na osiedlu wchodzą: korty tenisowe, basen kryty i sauna oraz skate park (w zimie lodowisko). Przy Zespole Szkolno-Gimnazjalnym nr 4 znajduje się miejska hala sportowa. Na osiedlu mieści się też filia Miejskiej Biblioteki Publicznej
Jedynym, a zarazem największym parkiem na osiedlu jest Park Solidarności. Co roku jest on miejscem organizacji Dni Radomska.

## Gospodarka i Zdrowie
Na terenie osiedla znajduje się kilka sklepów wielkopowierzchniowych, z czego największe to Carrefour, Biedronka oraz Lidl. Na osiedlu znajdują się też: dom handlowy Edward, banki oraz kilka aptek. Od czerwca 2011 roku na ulicę Jagiellońską przeniesiony został Szpital Powiatowy, w siedzibie którego znajduje się także przychodnia szpitalna. Na terenie budowy nowego szpitala działa lądowisko dla helikopterów.

## Komunikacja i transport
Głównymi ulicami Osiedla są ulice: Tysiąclecia, Jagiellońska, Piastowska, Leszka Czarnego i Armii Krajowej. Tysiąclecie ma bardzo dobry dojazd do drogi krajowej nr 91 (Piotrków Trybunalski – Radomsko – Częstochowa), z którą krzyżuje się ulica Jagiellońska jak i ulica Piastowska. Oprócz świetnego połączenia z DK91 mieszkańcy mają idealny dojazd do drogi krajowej nr 42 (Kamienna – Gorzów Śląski – Działoszyn – Radomsko – Końskie – Skarżysko-Kamienna – Rudnik), która jest przedłużeniem ulicy Piastowskiej. Osiedle Tysiąclecia jako pierwsza dzielnica Radomska zostało objęte budową ścieżki rowerowej, która docelowo ma łączyć dzielnicę Sucha Wieś z Kowalowcem. Ponadto Osiedle ma bardzo dobrą komunikację miejską i ma połączenia autobusowe właściwie z każdą dzielnicą miasta. Przez jak i na Osiedle kursuje większość linii, jakie mieszkańcom oferuje MPK Radomsko.

## Inne
Tysiąclecie to ważna część miasta. Tu mieszczą się przy ulicy Leszka Czarnego Starostwo Powiatowe. Przy ulicy Piastowskiej Zakład Ubezpieczeń Społecznych w Tomaszowie Mazowieckim Inspektorat w Radomsku i Bursa Szkolna. Przy ulicy Tysiąclecia: Urząd Miasta, Sąd Rejonowy i Prokuratura Rejonowa. Na Osiedlu znajdują się dwie Parafie rzymskokatolickie oraz dwa cmentarze wyznaniowe (rzymskokatolickie).
Przy skrzyżowaniu ulic Piastowskiej i Tysiąclecia, w pobliżu dawnej siedziby telekomunikacji, rośnie jedna z najokazalszych topól włoskich w Polsce, znana pod nazwą Teletopcia i będąca pomnikiem przyrody. Drzewo posiada potężny pień o obwodzie nadziemnym ponad 4 m i ponad 30 m wysokości.
Na terenie Cmentarza Starego znajdują się dwie pomnikowe lipy drobnolistne o obwodach pni 533 cm i 388 cm. 